# Буэн-Ретиро (парк)

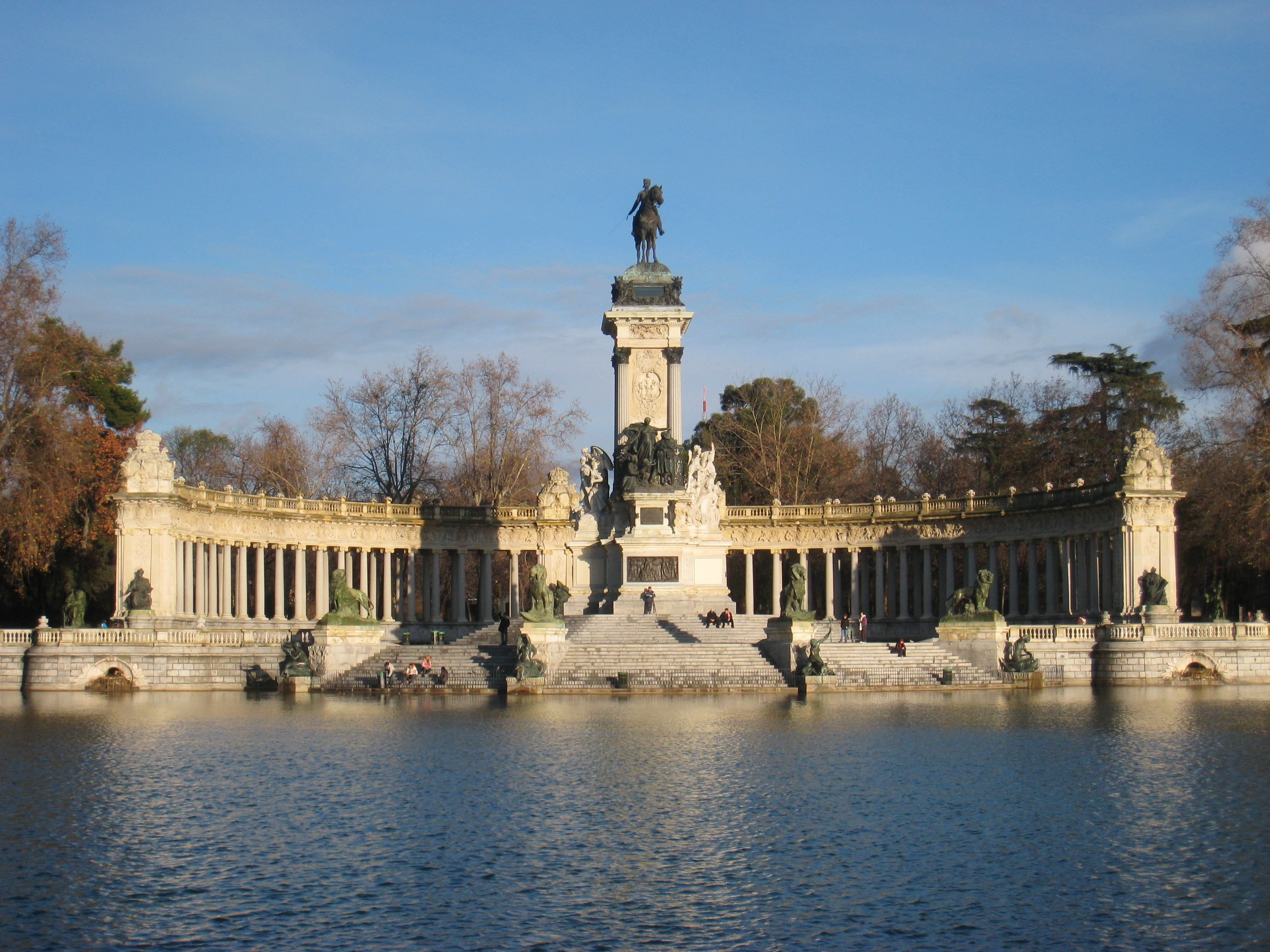
Памятник Альфонсо XII в парке Ретиро

Парк Буэ́н-Рети́ро (исп. Parque del Buen Retiro or simply El Retiro) — городской парк в мадридском районе Ретиро, популярное место воскресного отдыха мадридцев и достопримечательность города.
Один из крупнейших парков испанской столицы имеет площадь 120 га. Изначально примыкал к одноимённому дворцу Филиппа IV и служил местом придворных увеселений, праздничных балов и театральных представлений. После смерти Филиппа IV парк пришёл в запустение, а впоследствии сильно пострадал во время войны с Наполеоном. Сам дворец Буэн-Ретиро был снесён, в парке сохранились лишь здания филиала музея Прадо и Музея армии. Парк, восстановленный при Фердинанде VII, украшает небольшое озеро площадью в 3,7 га с памятником королю Альфонсу XII. В 1887 году для международных выставок на территории парка были возведены два дворца — кирпичный и хрустальный.